# Megalaemyia radiata
Megalaemyia radiata är en tvåvingeart som beskrevs av Friedrich Georg Hendel 1909. Megalaemyia radiata ingår i släktet Megalaemyia och familjen fläckflugor. Inga underarter finns listade i Catalogue of Life.